# Tajibos
Tajibos ist eine Ortschaft im Departamento Santa Cruz im Tiefland des südamerikanischen Andenstaates Bolivien. Das Wort „Tajibo“ bezeichnet in Bolivien den Baum Handroanthus impetiginosus, der im bolivianischen Tiefland weit verbreitet ist, sowie andere Arten der gleichen Gattung.

## Lage im Nahraum
Tajibos ist der siebtgrößte Ort des Kanton Cotoca im Municipio Cotoca in der Provinz Andrés Ibáñez und liegt in einer Höhe von 359 m in nordöstlicher Richtung außerhalb der Stadtgrenze von Santa Cruz, der Hauptstadt des Departamentos.

## Geographie
Tajibos liegt im bolivianischen Tiefland östlich der Anden-Gebirgskette der Cordillera Central. Die Region weist ein tropisches Klima mit ausgeglichenem Temperaturverlauf auf.
Die Jahresdurchschnittstemperatur der Region liegt bei 24 °C, die Monatsdurchschnittswerte schwanken nur unwesentlich zwischen 20 °C im Juli und 26 °C im Dezember (siehe Klimadiagramm Santa Cruz). Der Jahresniederschlag beträgt etwa 1000 mm, die Monatsniederschläge liegen zwischen unter 50 mm in den Monaten Juli und August und über 150 mm im Januar.

## Verkehrsnetz
Tajibos liegt in einer Entfernung von 30 Straßenkilometern nordöstlich von Santa Cruz.
Vom Stadtzentrum von Santa Cruz aus führt die „Av. Virgen de Cotoca“ dreizehn Kilometer in östlicher Richtung bis zur Stadtgrenze von Santa Cruz. Die Nationalstraße Ruta 4 führt von hier aus weiter nach Osten und erreicht die Stadt Cotoca nach insgesamt 20 Kilometern. Von Cotocas nördlicher Umgehungsstraße aus führt eine Landstraße in nördlicher Richtung, über die man nach weiteren zehn Kilometern Tajibos erreicht.

## Bevölkerung
Die Einwohnerzahl des Ortes ist in dem Jahrzehnt zwischen den beiden letzten Volkszählungen nur geringfügig angestiegen:
| Jahr | Einwohner         | Quelle       |
| ---- | ----------------- | ------------ |
| 1992 | keine Detaildaten | Volkszählung |
| 2001 | 956               | Volkszählung |
| 2012 | 994               | Volkszählung |
| 2024 |                   | Volkszählung |

Die Region weist einen gewissen Anteil an Quechua-Bevölkerung auf, im Municipio Cotoca sprechen 17,8 Prozent der Bevölkerung Quechua.